# Grein
Grein este un oraș  cu 3.103 loc. (în 2008) în districtul Perg, regiunea Mühlviertel, Austria Superioară.

## Date geografice
Grein se află situat pe Dunăre la altitudinea de 218 m deasupra n.m. fiind localitatea cea mai joasă din land. Intinderea lui pe direcția nord-sud are 5,5 km, iar pe direcția est-vst  7,2 km. Localitatea are o suprafață totală de  18,5 km², din care: 37,8 % sunt păduri,  47,% suprafață agrară. Localitățile aparținătoare sunt: Dornach, Grein, Greinburg, Herdmann, Lehen, Lettental, Oberbergen, Panholz, Ufer și  Würzenberg.

## Localități vecine

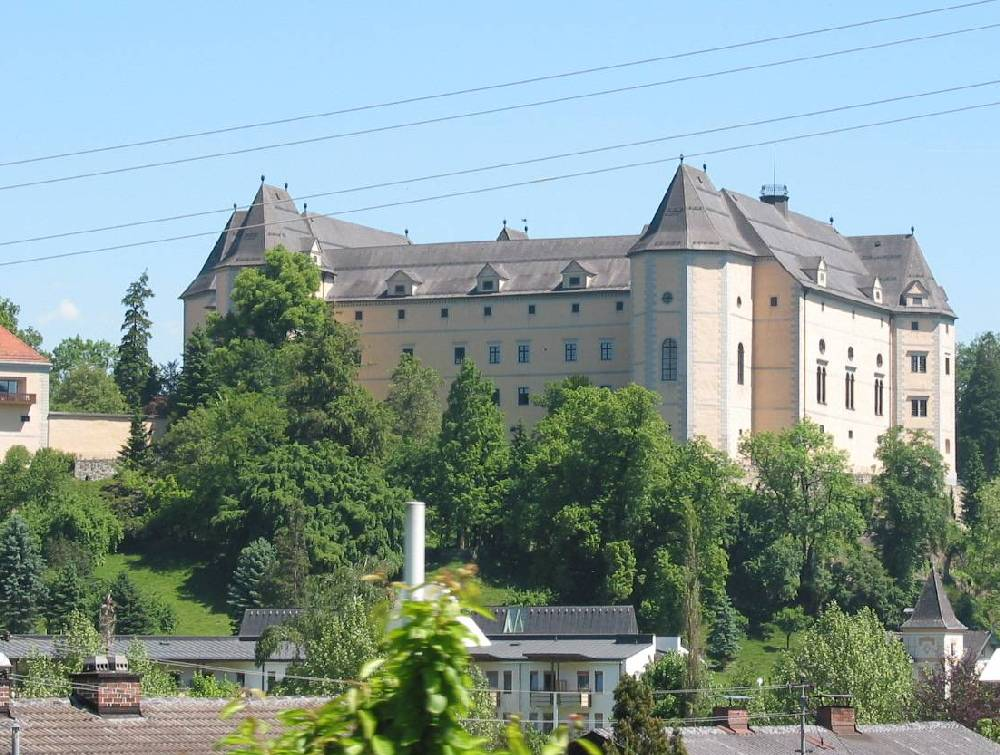
Cetatea GreinBurg

|       | Bad Kreuzen   |                |
| Klam  |               | St. Nikola     |
| Saxen | Ardagger (NE) | Neustadtl (NE) |